# Illice flavizonata
Illice flavizonata är en fjärilsart som beskrevs av Dyar 1916. Illice flavizonata ingår i släktet Illice och familjen björnspinnare. Inga underarter finns listade i Catalogue of Life.